# Brachyistius frenatus
Brachyistius frenatus és una espècie de peix pertanyent a la família dels embiotòcids.

## Descripció
- Pot arribar a fer 22 cm de llargària màxima.
- 7-9 espines i 13-16 radis tous a l'aleta dorsal i 3 espines i 21-24 radis tous a l'anal.
- 31-34 vèrtebres.
- És de color marró oliva a rogenc per damunt de la línia lateral i brillant per sota d'aquesta.
- Aletes pàl·lides o rosades.[3][4][5]

## Alimentació
Es nodreix de crustacis petits i dels paràsits externs d'altres peixos.

## Depredadors
És depredat per Sarda chiliensis chiliensis.

## Hàbitat
És un peix marí, demersal i de clima subtropical que viu fins als 30 m de fondària.

## Distribució geogràfica
Es troba al Pacífic oriental: des del nord de la Colúmbia Britànica (el Canadà) fins a les costes centrals de la Baixa Califòrnia (Mèxic), incloent-hi l'illa de Guadalupe.

## Observacions
És inofensiu per als humans.